# Challenge Heilbronn
Challenge Heilbronn (offizielle Eigenschreibweise „hep CHALLENGEHEILBRONN powered by Audi“) war von 2015 bis 2020 der Name einer Triathlon-Veranstaltung unter anderem über die Kurz- und Mitteldistanz in Heilbronn, im Zabergäu und im Kraichgau in Baden-Württemberg. Zuvor war diese Veranstaltung von 2010 bis 2014 unter dem Namen Sparkassen CityTriathlon Heilbronn ausgetragen worden.

## Organisation
Der CityTriathlon Heilbronn startete 2010 unter dem Konzept „Mitten in der Stadt“ mit Start, Wechselzone und Ziel nur wenige hundert Meter voneinander entfernt im Zentrum einer Großstadt.
Angeboten wurden eine verkürzte Mitteldistanz (2 km Schwimmen, 70 km Radfahren und 15 km Laufen) als Hauptwettkampf sowie eine olympische Distanz (1,5 km Schwimmen, 40 km Radfahren, 10 km Laufen) und eine Volksdistanz (500 m Schwimmen, 20 km Radfahren, 5 km Laufen). Gleich 1200 Teilnehmer meldeten sich zur Premiere 2010 an, international bekannte Profi-Triathleten wie Daniel Unger Timo Bracht, Andreas Böcherer, Sebastian Kienle, Lothar Leder und Felix Schumann sowie Nicole Leder, Heidi Jesberger und Sonja Tajsich waren am Start und ließen sich nach Polizeiangaben von 20.000 Zuschauern anfeuern.

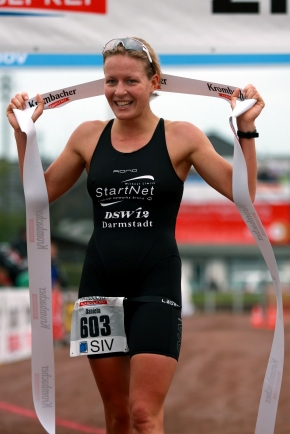
Daniela Bleymehl, die Siegerin 2017, 2018 und 2019

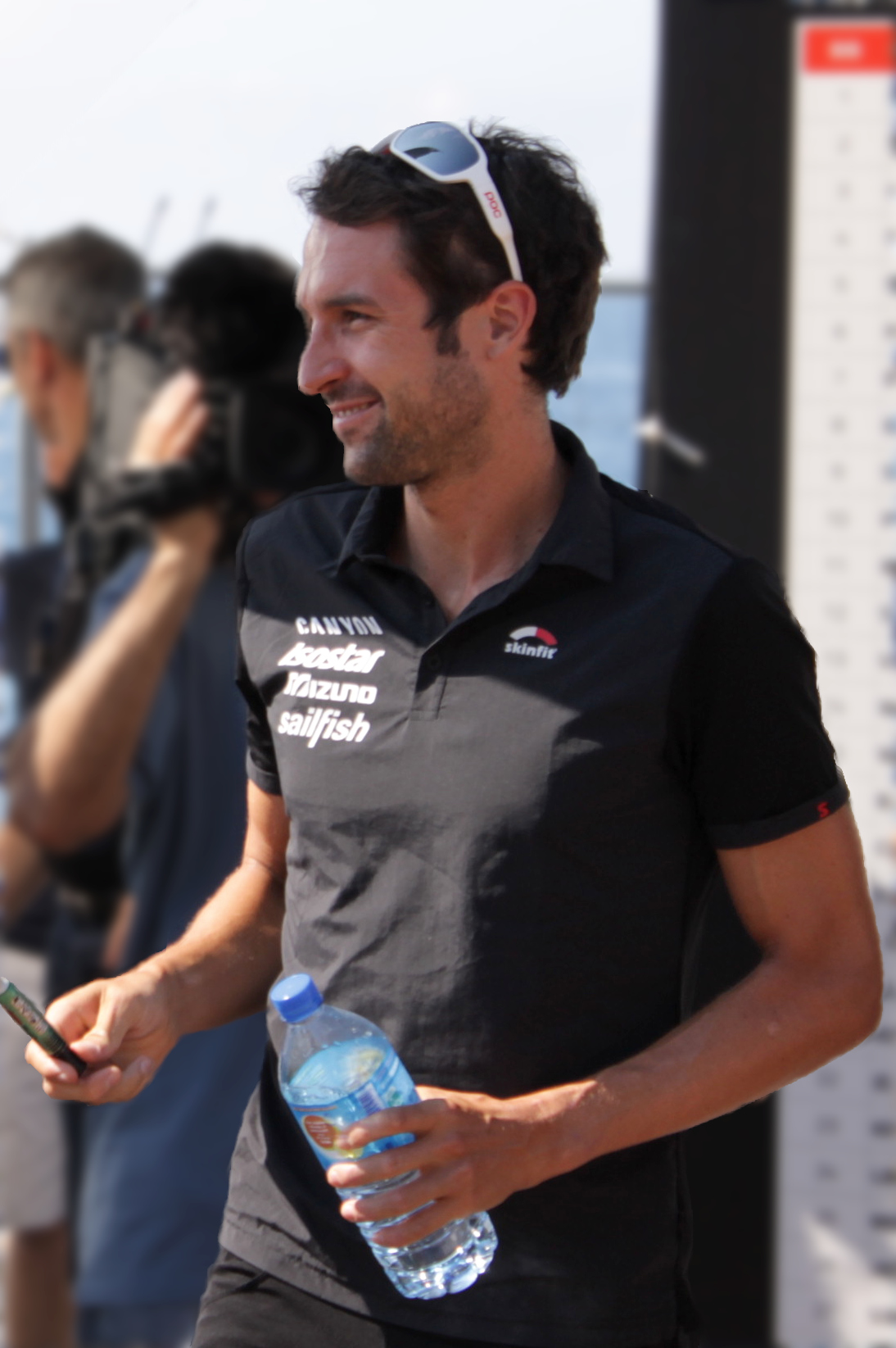
Boris Stein, der Sieger 2017

Im Folgejahr war der CityTriathlon Heilbronn 2011 Austragungsort der Baden-Württembergischen Meisterschaften über die Mitteldistanz und neben Sebastian Kienle und Andi Böcherer standen auch Michael Raelert sowie Caroline Steffen, Daniela Sämmler, Meike Krebs, Natascha Badmann und Katja Rabe an der Startlinie. Bereits bei der zweiten Auflage war einige Monate vor dem Start das Teilnehmerkontingent von 1500 Startern ausgebucht.
Audi konnte als Hauptsponsor gewonnen werden und es stand jeweils ein Audi A6 3.0 TDI als Prämie für die Sieger bereit.
2013 wurde gemeinsam mit dem Frankfurt-City-Triathlon der City Triathlon Cup Germany ins Leben gerufen, das Starterkontinent wurde auf 1650 Teilnehmer ausgeweitet. Ein Schülertriathlon am Vortag ergänzte das Programm.
Im Juli 2014 wurde auf einer Pressekonferenz des Challenge Roth bekannt gegeben, dass die Veranstaltung ab 2015 als Challenge Heilbronn zur Challenge Family Weltserie gehört. Die Streckenlänge des Hauptwettkampfes wurde in dem Zuge auf 1,9 km Schwimmen, 90 km Radfahren und 21,1 km Laufen geändert. Der Baden-Württembergische Triathlonverband vergab erneut die Ausrichtung von Landesmeisterschaften an den Challenge Heilbronn.
Beim ersten Start unter dem neuen Label Challenge Heilbronn trat dann 2015 gleich ein renommiertes Top-Feld zum Showdown an: Der amtierende Sieger der Ironman World Championships, Sebastian Kienle trat u. a. gegen Michael Raelert, Andreas Dreitz, Nils Frommhold, Andreas Böcherer, Maurice Clavel, Horst Reichel, Ronnie Schildknecht und Giulio Molinari an. Bei den Frauen standen u. a. Anja Beranek, Svenja Bazlen, Laura Philipp, Jenny Schulz, Ricarda Lisk, Daniela Sämmler, Katja Konschak und Natascha Badmann am Start.
Zum Rahmenprogramm der Challenge Heilbronn gehörten neben den traditionellen Streckenformaten über die olympische Distanz und die Volksdistanz sowie dem Schülertriathlon auch ein Frauenlauf.
Für 2016 vergab die Deutsche Triathlon Union die Deutschen Meisterschaften über die Mitteldistanz an den Challenge Heilbronn.
Die erstmals hierher vergebene Meisterschaft im Juni 2016 musste witterungsbedingt als Duathlon ausgetragen werden – aber die DTU entschied, das Ergebnis dennoch als DM gelten zu lassen.
Sowohl bei den Frauen als auch bei den Männern konnten mit Laura Philipp und Andreas Böcherer die Sieger aus dem Vorjahr ihre Titel erfolgreich verteidigen und sich damit die Meistertitel sichern.
Im Mai 2019 wurde erneut die DTU Deutsche Meisterschaft in der Mitteldistanz ausgetragen.
Die ursprünglich für den 21. Juni 2020 geplante Austragung musste im April im Rahmen der Ausbreitung der Coronavirus-Pandemie abgesagt werden. Am 12. Mai 2020 teilte der Veranstalter mit, dass die Veranstaltung in Zukunft nicht mehr stattfinden könne, da ein Solidaritätsaufruf, der die finanziellen Löcher stopfen sollte, nicht genug Erfolg gehabt habe.

### Streckenverlauf
- Die Schwimmstrecke über 1,9 km begann wenige Meter südlich der Friedrich-Ebert-Brücke und führte als Wendepunktstrecke durch einen Seitenarm des Neckar bis zum Wertwiesenpark und zurück, vom Ausstieg auf der Hefenweiler-Insel ging es über die Kraneninsel vorbei am Hagenbucher zur Wechselzone am Wilhelmskanal.[19] Die Challenge Heilbronn wartete als einer von nur wenigen Triathlonveranstaltungen in Deutschland mit einer Schwimmstrecke mitten im Zentrum einer Großstadt auf, auf der sich urbaner Flair und die Atmosphäre eines großen Stadtparks mixten und sowohl zu beiden Seiten des Neckar-Seitenarms wie auch auf der Friedrich-Ebert-Brücke und der Rosenbergbrücke mehrere tausend Zuschauer für Stimmung sorgten.

- Die Radstrecke über 90 km führte 2018 erstmals über eine geänderte Strecke und die Athleten fuhren statt vorher zwei Schleifen im Zabergäu nur noch eine große Radrunde, die nun auch den Kraichgau miteinschloss.

- Die Laufstrecke über drei Runden mit insgesamt 21,1 km führte zunächst über die Kaiserstraße unter anderem an der aus dem 11. Jahrhundert stammenden Kilianskirche vorbei in die Heilbronner Altstadt und durch die Fußgängerzone über den Kiliansplatz und die Allerheiligenstraße wieder an den Altneckar. Auf der westlichen Uferpromenade des Altneckar liefen die Athleten bis zur Sontheimer Brücke und nach der Durchquerung des Wertwiesenparks hinter der Villa Mertz wieder in die Altstadt. Das Ziel auf dem Heilbronner Marktplatz wurde unter anderem vom historischen Käthchenhaus, dem auf das 16. Jahrhundert zurückgehenden Rathaus, dem Haus Zehender und der Kilianskirche eingerahmt.[20]

## Siegerliste

### Challenge Heilbronn (seit 2015)
1,9 km Schwimmen, 90 km Radfahren und 21,1 km Laufen
| Datum/Jahr    | Männer               | Männer           | Männer         | Frauen               | Frauen             | Frauen            |
| Datum/Jahr    | Erster Platz         | Zweiter Platz    | Dritter Platz  | Erster Platz         | Zweiter Platz      | Dritter Platz     |
| ------------- | -------------------- | ---------------- | -------------- | -------------------- | ------------------ | ----------------- |
| 21. Juni 2020 | (abgesagt)           | (abgesagt)       | (abgesagt)     | (abgesagt)           | (abgesagt)         | (abgesagt)        |
| 19. Mai 2019  | Sebastian Kienle -4- | Florian Angert   | Ruben Zepuntke | Daniela Bleymehl -3- | Els Visser         | Corina Hengartner |
| 17. Juni 2018 | Sebastian Kienle -3- | Andreas Böcherer | Sven Riederer  | Daniela Sämmler -2-  | Yvonne van Vlerken | Gabriella Zelinka |
| 18. Juni 2017 | Boris Stein          | Trevor Wurtele   | Horst Reichel  | Daniela Sämmler      | Heather Wurtele    | Svenja Thoes      |
| 19. Juni 2016 | Andreas Böcherer -3- | Maurice Clavel   | Horst Reichel  | Laura Philipp -2-    | Julia Viellehner   | Lena Berlinger    |
| 21. Juni 2015 | Andreas Böcherer -2- | Michael Raelert  | Andreas Dreitz | Laura Philipp        | Anja Beranek       | Svenja Bazlen     |

| Deutsche Meisterschaft – Triathlon Mitteldistanz |

#### Olympische Distanz
1,5 km Schwimmen, 38 km Radfahren, 10 km Laufen
| Datum/Jahr   | Männer        | Männer         | Männer              | Frauen           | Frauen        | Frauen         |
| Datum/Jahr   | Erster Platz  | Zweiter Platz  | Dritter Platz       | Erster Platz     | Zweiter Platz | Dritter Platz  |
| ------------ | ------------- | -------------- | ------------------- | ---------------- | ------------- | -------------- |
| 19. Mai 2019 | Frederic Funk | Timo Hackenjos | Marchelo Kunzelmann | Natascha Schmitt | Alina Würth   | Friederike Ruf |

### CityTriathlon Heilbronn (2010–2014)

#### Mitteldistanz
2 km Schwimmen, 70 km Radfahren und 15 km Laufen
| Datum/Jahr    | Männer               | Männer           | Männer              | Frauen            | Frauen          | Frauen           |
| Datum/Jahr    | Erster Platz         | Zweiter Platz    | Dritter Platz       | Erster Platz      | Zweiter Platz   | Dritter Platz    |
| ------------- | -------------------- | ---------------- | ------------------- | ----------------- | --------------- | ---------------- |
| 22. Juni 2014 | Andreas Dreitz       | Sebastian Kienle | Maurice Clavel      | Svenja Bazlen -2- | Ricarda Lisk    | Natascha Schmitt |
| 23. Juni 2013 | Ronnie Schildknecht  | Filip Ospalý     | Andreas Dreitz      | Svenja Bazlen     | Jenny Schulz    | Daniela Sämmler  |
| 24. Juni 2012 | Sebastian Kienle -2- | Andreas Böcherer | Ronnie Schildknecht | Eva Wutti         | Daniela Sämmler | Natascha Badmann |
| 29. Mai 2011  | Andreas Böcherer     | Sebastian Kienle | Andreas Dreitz      | Caroline Steffen  | Meike Krebs     | Katja Rabe       |
| 13. Juni 2010 | Sebastian Kienle     | Andreas Böcherer | Timo Bracht         | Sonja Tajsich     | Mignon Vatlach  | Heidi Jesberger  |

#### Olympische Distanz
1,5 km Schwimmen, 40 km Radfahren und 10 km Laufen
| Datum/Jahr   | Männer       | Männer        | Männer         | Frauen          | Frauen          | Frauen        |
| Datum/Jahr   | Erster Platz | Zweiter Platz | Dritter Platz  | Erster Platz    | Zweiter Platz   | Dritter Platz |
| ------------ | ------------ | ------------- | -------------- | --------------- | --------------- | ------------- |
| 31. Mai 2011 | Tim Lange    | Lukas Storath | Hubert Hammerl | Angela Kühnlein | Manuela Heimerl | Tanja Erath   |